# جنون سرعت: دنیا
جنون سرعت: دنیا (به انگلیسی: Need for Speed: World) یک بازی ویدئویی در سبک بازی برخط چندنفره گسترده است که توسط الکترونیک آرتس در سال ۲۰۱۰ منتشر شده‌است. این بازی به طور مشترک توسط ئی‌ای بلک باکس (که در طول فعالیت بازی به کوئیک‌لایم گیمز تغییر نام داد) و ئی‌ای سنگاپور توسعه داده شد و بعداً ایزی استودیوز و ئی‌ای ونکوور عملیات آن را بر عهده گرفتند. این اولین بازی رایگان‌پایه در سری جنون سرعت بود و برای مایکروسافت ویندوز در دسترس بود. دنیا در ۲۷ ژوئیه ۲۰۱۰ در سراسر جهان منتشر شد. با این حال، افرادی که "بسته آغازین" را سفارش دادند، "شروع اولیه" در بازی داشتند که از ۲۰ ژوئیه ۲۰۱۰ آغاز شد.
بازی جنون سرعت: دنیا به همراه دیگر عناوین رایگان ئی‌ای مانند بتلفیلد هیروز ، بتلفیلد پلی‌فورفری و فیفا ورلد در ۱۴ ژوئیه ۲۰۱۵ از دسترس خارج شدند. با این حال، تلاش‌های طرفداران برای حفظ این بازی، آن را به عنوان یک عنوان رایگان غیررسمی احیا کرد ؛ اولین سرورهای شناخته شده تحت مدیریت طرفداران در سال ۲۰۱۷ آنلاین شدند.

## بازتاب‌ها
| گردآورنده  | امتیاز |
| ---------- | ------ |
| گیم‌رنکینگز | ۶۳٫۸۳% |
| متاکریتیک  | ۶۲/۱۰۰ |

| ناشر        | امتیاز |
| ----------- | ------ |
| وان‌آپ.کام   | C      |
| یوروگیمر    | ۶/۱۰   |
| گیمز ریدار+ | ۶/۱۰   |
| گیم‌تریلرز   | ۵٫۶/۱۰ |
| آی‌جی‌ان      | ۶/۱۰   |

جنون سرعت: دنیا با بررسی‌های مختصر روبرو شد. این بازی در بررسی گیم‌رنکینگز امتیاز ۶۳٫۸۳٪ و در بررسی متاکریتیک امتیاز ۶۲ از ۱۰۰ را دریافت کرد.
بیشترین ستایش از این بازی در بررسی گیمینگ اکس‌پی حاصل شد که اظهار داشت «این بازی مانند ترکیبی از سری‌های قبلی جنون سرعت است و اینگونه احساس می‌شود که به‌جز نقش اصلی برخی از عناصر بازی قصد رقابت با بازی‌های برخط چندنفره گسترده را دارند» پی‌سی فورمت در شماره اکتبر ۲۰۱۰ امتیاز متوسطی به این بازی داد و در بررسی خود گفت این بازی همانند یک «فرصت از دست رفته» تلقی می‌شود. یوروگیمر اظهار داشت که «این شرم آور است که جنبه بازی‌های برخط چندنفره گسترده از جهان به‌طور مؤثر یک لابی بی پرده و دقیق است». در نوامبر ۲۰۱۲ تعداد کاربران این بازی به بیشتر از ۲۰ میلیون نفر رسید.